# 鐸椒
鐸椒，戰國時期楚國人。楚威王之傅。是《左傳》的傳承者之一。曾撰寫史記四十章，名《鐸氏微》。